# کارلو تارانتو
کارلو تارانتو (ایتالیایی: Carlo Taranto؛ ‏ ۲۸ اکتبر ۱۹۲۱ – ۴ آوریل ۱۹۸۶) بازیگر اهل ایتالیا بود.
از فیلم‌هایی که وی در آن نقش داشته‌است، می‌توان به کراسلا، دن کامیلو: عالی‌جناب و ساخت ایتالیا اشاره کرد.